# Amtsbezirk Hammeleff
Der Amtsbezirk Hammeleff war ein Amtsbezirk im Kreis Hadersleben in der Provinz Schleswig-Holstein.
Der Amtsbezirk wurde 1889 gebildet und umfasste die drei Gemeinden Hammeleff, Ladegaard II und Stüding. 1920 wurde der Amtsbezirk aufgelöst und die Gemeinden aufgrund der Volksabstimmung in Schleswig an Dänemark abgetreten.